# Анф
Анф (Анфас или Антас, др.-греч. Ἀνθάς) — персонаж древнегреческой мифологии. Сын Посейдона и Алкионы. Основал город Анфию (Антию) в Восточной Арголиде. Либо правил в городе Анфедон (Беотия). Отплыл из Арголиды, когда туда прибыли Трезен и Питфей, и основал Галикарнас. Его именем (Анфедония) называлась ранее Калаврия. Его именем трезенцы называли сорт винограда.
Согласно надписи из Галикарнаса, Анф — сын Алкионея, сына Теламона, сына Посейдона. Галикарнас был основан переселенцами из Трезена лишь филы диманов.
Согласно Мнасигитону, эпоним Анф — брат Гиперы, пропавший во младенчестве, стал рабом-виночерпием у Акаста в Ферах, где его отыскала сестра. Его именем (Анфедония) ранее называлась Калаврия. В другой версии брат Анфа носит имя Гиперет.